# 额外费用
额外费用基本上来说是指各种除去主要费用外产生的所有费用。额外费用一词在不用领域不同语境等先决条件下有着截然不同的含义。

## 租房
在房屋租赁行业，额外费用指的是在扣除基本运转费用所需要的费用。一般而言指的是：水、电、煤、网络等附加费用。

## 价值估算
在涉及到房地产估价这一领域时，额外费用通常指的是根据《德国价值估算管理办法》计算出的额外控制成本。这一含义仅适用于德国。

## 管理会计
在管理会计领域，额外费用有时会被用来计算不同于生产成本的费用。而更为常见的叫法叫“固定费用”，详见毛利、边际收益。